# 스퀘어 에닉스
주식회사 스퀘어 에닉스 홀딩스는 일본의 비디오 게임 지주회사 및 엔터테인먼트 복합기업으로, 《파이널 판타지》와 《드래곤 퀘스트》를 포함한 수많은 비디오 게임 소프트웨어 제작 및 배급을 겸하는 회사이다. 본사 이외에 《스페이스 인베이더》, 《버블보블》 등으로 유명한 아케이드 게임 기업 타이토를 보유하고 있으며 2009년에는 영국의 배급사 에이도스 인터랙티브를 인수해 영국의 자회사 스퀘어 에닉스 유럽로 흡수하고 《툼 레이더》, 《데이어스 엑스》, 《저스트 코즈》같은 게임들의 배급을 담당하고 있다. 그 외에 머천다이징, 오락, 간간 코믹스를 통한 만화 출판 등 각종 산업에서 운영한다.
스퀘어 에닉스는 2003년 4월 1일 두 비디오 게임 회사 스퀘어와 에닉스가 합병하면서 설립된 회사로, 에닉스측이 경영권을 획득해 스퀘어의 보통주 하나당 에닉스의 보통주 0.85주로 교환하는 식으로 주식이 전환됐다. 합병 당시 인원 중 80%가 전 스퀘어에 근무했던 직원들로 구성돼있었으며, 전 스퀘어 사장 와다 요이치가 사장이 되고 전 에닉스 사장 혼다 케이지가 부사장이 됐으며 최대주주이자 에닉스의 창립자였던 후쿠시마 야스히로가 명예회장이 됐다. 2008년 10월에는 경영부와 비디오 게임 제작부를 분리해 스퀘어 에닉스 자체는 지주회사 '스퀘어 에닉스 홀딩스'가 되고 비디오 게임 개발부는 자회사 스퀘어 에닉스가 되는 형태로 변혁했다.

## 역사

### 기원 및 합병 전

#### 에닉스 (1975–2003)
에닉스는 1975년 9월 22일 전건축가 기업인 후쿠시마 야스히로가 '영단사 채용 서비스 센터'라는 사명으로 설립했다. 에닉스 타 개발사가 제작한 비디오 게임들과 독점계약해 배급하는 사업을 했다. 1980년대에 춘소프트와 협력해 《드래곤 퀘스트》 게임들을 배급했다.
소속 주요개발자들로 기획자 나카무라 코이치, 작가 호리이 유지, 원화가 토리야마 아키라, 작곡가 스기야마 고이치 등이 있었다.

#### 스퀘어 (1983–2003)
스퀘어는 1983년 10월 미야모토 마사후미가 아버지가 소유한 송전기업 덴유샤의 컴퓨터 게임 소프트웨어 부서로서 설립했다.

### 합병 (2003)
스퀘어와 에닉스 간의 합병은 2000년부터 고려하고 있었다. 2001년에 스퀘어의 첫 극장영화 《파이널 환타지》가 상업적 참패를 기록해 손실을 입으면서 에닉스가 합병을 보류하게 됐다. 스퀘어가 2년 연속 적자를 기록하자 소니에게 자본증자를 요청했으며 이에 응해 2001년 10월 8일, 소니가 스퀘어 주식의 18.6%를 매입했다. 《파이널 판타지 X》와 《킹덤 하츠》의 성공 후 기업재정이 안정화돼 2002년 회계연도 이후 가장 높은 영업이익율을 기록했다. 2002년 11월 25일, 스퀘어와 에닉스가 개발비를 절감하고 해외기업과의 경쟁을 원활히 하기 위해 두 기업간의 합병을 공식적으로 진행한다는 성명을 발표했다. 스퀘어의 사장겸 CEO 와다 요이치는 "스퀘어가 이제 완전회복됐기 때문에 두 기업이 최고조 상태에서 합병이 이뤄지게 됐다"라고 발언했다.

## 기업 합병
영화 사업(파이널 판타지)에 실패한 스퀘어의 구제조치라 생각하는 것이 일반적이지만, 에닉스도 드래곤퀘스트가 출시되지 않는 해에는 판매량이 절반밖에 안되고, 집안소동에 이은 출판사업의 쇠퇴, 드래곤퀘스트 시리즈 이외의 게임 타이틀의 판매량이 적은 것도 문제가 되었고, 에닉스가 강한 아시아와 스퀘어가 강한 북미,유럽의 해외 사업의 보완 관계와 발매 스케줄의 조정으로 파이널 판타지와 드래곤 퀘스트를 충돌 시키지 않음으로서의 수익기회의 확보등, 온라인 게임, 모바일 게임의 시대에 대비하여 양사의 컨텐츠 자산의 유효활용에 의한 상승 효과를 보기 위한 계략이라 한다. 와다 사장이 말하길 "장래를 내다봄으로써 이겨 남기위한 공격적인 합병"이라 한다.

## 대표작
다양한 시스템에서 전개하고 있는 작품.
- 파이널 판타지 시리즈(통칭: FF, 파판)
- 드래곤 퀘스트 시리즈(통칭: DQ, 드퀘)

## 게임 부문
스퀘어와 에닉스가 각각 가지고 있던 많은 타이틀들이 그대로 새롭게 단장된 스퀘어 에닉스에 큰 힘이 되었다.
- 드래곤 퀘스트 시리즈
- 파이널 판타지 시리즈
- 강철의 연금술사 외전
- 패러사이트 이브 시리즈
- 스타 오션 시리즈
- 사가 시리즈
  - 로맨싱 사가
  - 사가 프론티어
- 성검 전설 시리즈
- 킹덤하츠 시리즈
- 반숙영웅 시리즈
- 프론트 미션 시리즈
- 크로노 시리즈
  - 크로노 트리거
  - 크로노 크로스
- 미스틱 아크 시리즈
- 뎁스 판타지아 시리즈 (온라인 게임)
- 정크 메탈 시리즈 (온라인 게임)
- 크로스 게이트 (온라인 게임)
- Live A Live
- 천지창조
- IDOL FANTASY
- 월드 앤드 히어로즈
- Life is Strange

### 개발 부문
게임 소프트웨어 개발의 인원은 스퀘어가 대부분을 점령, 에닉스는 종래와 마찬가지로 기획, 위탁개발의 관리만을 하고있다.

## 출판 부문
주로 에닉스사가 전개하던 드래곤퀘스트 시리즈의 공식 가이드북의 출판을 시작으로 그 후, 드래곤 퀘스트 시리즈의 패러디 만화 '4칸 만화극장'을 계기로 만화 잡지의 발행을 시작. 현재는 아르티 마니아 등、데지 큐브가 하던 스퀘어계의 공식 가이드 북의 출판물의 발행도 이어 하고있다. 또 데지 큐브의 도산과 함께 절판 되었던 일부의 서적과 음악 CD도 스퀘어 에닉스 명의로 판매하고있다.
약 2003년부터 2009년까지,「강철의 연금술사(하가렌)」가 큰 인기를 얻고 있다.

### 만화 잡지
| 잡지명                     | 창간        | 발매일               | 단행본             |
| -------------------------- | ----------- | -------------------- | ------------------ |
| 월간 소년 간간             | 1991년 3월  | 매월 12일            | 간간 코믹스        |
| 월간 G판타지               | 1993년 3월  | 매월 18일            | G판타지 코믹스     |
| 영 간간                    | 2004년 12월 | 메월 제1,3금요일     | 영 간간 코믹스     |
| 간간 ONLINE (웹 만화 잡지) | 2008년 10월 | 매주 목요일 업데이트 | 간간 코믹스 ONLINE |
| 월간 간간 JOKER            | 2009년 4월  | 매월 22일            | 간간 코믹스 JOKER  |
| 월간 빅 간간               | 2011년 10월 | 매월 25일            | 빅 간간 코믹스     |

## 참조
1. ↑  일본어: 株式会社スクウェア・エニックス・ホールディングス, 영어: Square Enix Holdings Co., Ltd.
2. ↑  영어: Square Enix Co., Ltd.